# Francia helyesírás
A francia nyelv helyesírásának fő jellegzetessége az, hogy sokkal kevésbé hűen adja vissza a kiejtést, mint például a magyar nyelvé, mivel nagy mértékben a hagyományörzés elvét követi. Ennek oka a francia nyelv írásának hosszú történelmi fejlődése, amely során különféle kultúrák érintkezése, a nyelv hangtani változásai, a technika fejlődése, a társadalmi normák és a politikai hatalom tényezői kapcsolódtak össze.
A 16. században, amikor először próbálkoztak az írás szabályozásával, két irányzat is megjelent: egyesek próbálták megfelelőbbé tenni az írást a kiejtéssel, mások ragaszkodtak a hagyományos írásmódhoz, még akkor is, ha az írás nem követte a kiejtés változásait a középkor óta. Ugyanakkor az írás és a kiejtés közötti egyezés hiányát fokozta az, hogy csak azért vezettek be nem kiejtendő betűket, hogy ezzel a szavak latin eredetét mutassák. Az írás fonemikussá tételének az irányzata és a hagyományos irányzat azóta is ütköznek egymással, és egyelőre a második győz.

## A francia írás történeti áttekintése

### A középkorban
A középkorban az írásbeli kommunikáció nyelve a latin volt, de már megjelentek francia nyelvű írások is, egyéni használatra. Azok, akik elsőkként írtak franciául, a papok voltak, mert a tours-i zsinat előírta nekik 813-ban, hogy prédikáljanak a nép nyelvén, aki már nem értette a latint. A papok lejegyezték a prédikációik szövegét, hogy ne felejtsék el. Hasonló célból jegyezték le a vitézi énekeket az ezeket élőadó dalnokok.
Azok, akik franciául írtak, a latin ábécét használták, de mindegyik a saját módján, sőt, önmagával sem következetesen. Komoly probléma volt az, hogy a latin ábécé nem volt elegendő a francia nyelv beszédhangjainak visszaadására. Például a Strasbourgi esküben, amely a francia nyelv első megmaradt írásos emléke (842-ből), az /ə/ magánhangzót olykor az o betűvel (Karlo – a mai franciában Charles ’Károly’, nostro > notre ’miénk’), máskor e-vel (Karle, fradre ’fivér’), megint máskor a-val (fradra) írták. Használtak betűkapcsolatokat is egy-egy hang visszaadására, például a ch-t a /t͡ʃ/ (amely utólag /ʃ/-vé fejlődött) írására.
A mai írás sok esetben tükrözi a középkori kiejtést. Például a Roland-ének egyik versszakában a des peaus de chievres blanches ’fehér kecskebőrök’ szókapcsolat szerepel, amit [des pe̯aws də t͡ʃjɛvrəs blant͡ʃəs]-nak ejtettek, ma pedig des peaux de chèvres blanches alakban írnak, és kiejtése [de po d(ə) ʃɛvʁ blɑ̃ʃ]. Közben eltűnt a kiejtésből a többes szám -s jele, és az [e̯aw] hármashangzóból /o/ lett. A fou [fu] ’bolond’, voir [vwaːʁ] ’látni’, feu [fø] ’tűz’, saut [so] ’ugrás’, chaise [ʃɛːz] ’szék’ szavakbeli magánhangzókat visszaadó betűpárosokkal az ófranciában az [ow], [oj], [ew], [aw], illetve [aj] kettőshangzókat írták.
Amellett, hogy az írás nem követte a kiejtés fejlődését, megjelentek olyan betűk is, amelyeket már kezdettől fogva másként ejtettek ki, mint a latinban. Például rövidítés céljából, pergament megtakarítandó, ligatúrákat használtak. Egyik példa erre az x szóvégi us helyett. A ’bőrök’-nek megfelelő szót peaus-nak írták és [pe̯aws]-nak ejtették, de írták peax-nak is. Később, a 12. században, amikor elterjedt a papír használata, melynek megtakarítása nem volt olyan fontos, mint a pergamené, visszaállították az u-t, de megmaradt mindmáig az x is. Másik középkori ligatúrából származik a z az igék -ez többes szám második személyű alakjának a ragjában. Ezt a ts helyett írták, amit /t͡s/-nek ejtettek.
Mivel egyes szavak kiejtésének konvergens fejlődése volt, homofón homonimák sorai jelentek meg, és annak szükségét érezték, hogy legalább írásban különböztessék meg a homofónokat. Ez a fajta homonímia különösen jellemző a franciára a többi újlatin nyelvhez képest. Például csak a franciában lett hat homofón szó hat heterofón latin szóból, amelyekből más újlatin nyelvekben úgyszintén hat heterofón szó lett: SANCTUS > saint ’szent’, SINUS > sein ’emlő’, SANUS > sain ’egészséges’, CINCTUS > ceint ’övezett’, QUINQUE > cinq ’öt’, SIGNUM > seing ’jel’. Mindezeket [sɛ̃]-nek ejtik. A homofónok megkülönböztetése céljából olyan betűket kezdtek használni, amelyeknek már eleve nem felelt meg egyetlen hang sem, mivel csak diakritikus szerepük volt. Ezek többsége a latint ismerő írnokok által bevezetett etimologikus betű volt. Például a ’húsz’-nak megfelelő szót azelőtt vint-nek írták, de beleiktattak egy g-t a latin VIGINTI ’húsz’ szóból, és így vingt lett, hogy megkülönböztessék a venir ’jönni’ ige vint egyszerű múlt idejű alakjától.
Diakritikus funkciójú betűket bevezettek azért is, hogy nem homofón, de homográf szavakat különböztessenek meg. Mivel az /y/, /ɥ/ és /v/ fonémákat egyaránt az u betűvel írták, például az [ɥilə] ’olaj’ és uile [vilə] ’megvetésre méltó, legalacsonyabb rendű, értéktelen’ szavakban, az első szó elejére beiktattak egy nem etimologikus h betűt. Így lett az ’olaj’ megfelelője huile. Ugyancsak azért, hogy az u-t /v/-nek olvassák a deuoir [dəvoir] ’tartozni (vkinek)’ szóban, beiktatták eléje a b betűt abból a latin DEBERE szóból, amelyből származik, és így a szó debuoir lett. Azért, mert a kézírásban össze lehetett téveszteni az u-t az n-nel, következésképpen az un ’egy’ és a vu ’látott’ szavakat, az elsőt ung-nak kezdték írni, a vingt hatása alatt g-vel, amely viszont az ung-ben nem etimologikus. Debuoir-ból és ung-ből utólag devoir, illetve un lett akkor, amikor világosan megkülönböztették az u-t a v-től. Egy másik etimologikus diakritikus betű a d a pied (< latin PEDEM) ’lábfej’ szóban, amit azelőtt pie-nek, hangsúlyos /e/-nek ejtett e-vel írtak, ugyanúgy, mint a pie ’szarka’ szót, amelyben az e hangsúlytalan /ə/-nek felelt meg. Szintén diakritikus jelleggel kezdtek használni kettős mássalhangzó-betűket is, például azért, hogy előttük az e-t /ɛ/-nek olvassák olyan szavakban, mint chouette ’bagoly’ vagy egyes igékben, amelyek ragozásában /ə/ – /ɛ/ váltakozás volt: appeler ’hívni’ – j’appelle ’hívok’.

### A reneszánsz korában
A nyomtatás megjelenése után Európában (15. század), és főleg ennek elterjedése nyomán a reneszánsz korában (16. század Franciaországban), egyre inkább érezték a nyelv és ennek keretében az írás sztenderdizálásának a szükségét. Ekkor jelentek meg az első nyelvtankönyvek és egyéb nyelvészeti munkák, azzal a céllal, hogy egységes legyen a nyelv és az írás, annál is inkább, mivel I. Ferenc király villers-cotterêts-i rendelete (1539) kötelezővé tette a francia nyelv használatát az igazságszolgáltatásban és a közigazgatásban. Az értelmiségiek írásaikban nyilvánították ki elméletileg és gyakorlatilag a helyesírással kapcsolatos irányzatukat, a nyomdászok pedig azzal, ahogy a könyveket nyomtatták.
Egyesek, mint például Louis Meigret , az írás egyszerűsítését és a kiejtéshez való közelítését javasolták, például azzal, hogy töröljék el a kettős magánhangzó-betűk használatát. Ugyancsak Meigret javasolta az i használatát csak az /i/-re, és a j-t csak a /ʒ/-re, mivel ezeket a betűket akkoriban nem különböztették meg. A hagyománypártiak egyrészt meg akartak tartani olyan középkori írásmódokat, amelyek már nem feleltek meg a kiejtésnek, másrészt ahhoz ragaszkodtak, hogy az írás tükrözze a szavak latin vagy ógörög eredetét. Ez irányzat legfontosabb képviselője Robert Estienne  volt, aki elvként vallotta a homonimák írásbeli megkülönböztetését az etimológia alapján. Például az ő javaslatára írják ma is az ’(a)mikor’ szó megfelelőjét quand-nak, az ’ami a(z) ...t illeti’-ét pedig quant-nak, mert az első a latin QUANDO-ból, a második pedig a QUANTUM szóból származik. Ugyancsak ő szorgalmazta az egyazon szócsaládhoz tartozó szavak írásbeli egymáshoz közelítését szintén az etimológia alapján. A ’nagy’ szó hímnemű megfelelője, amit akkoriban olykor grant-nak, máskor grand-nak írtak, ezután csak grand lett, d-vel, mint a nőnemű alakja (grande) és a belőle képzett grandeur ’nagyság’.
Újítások is megjelentek a reneszánsz korában. Bevezették az éles ékezetes é-t, az aposztrófot és a cédille-t a mai funkciójukkal. Elkezdték használni a tompa ékezetet is, homonimákat megkülönböztető céllal (például a ’van neki’ vs. à ’-nál/-nél’) és az e-n, amikor másként ejtették, mint /ə/. Bevezették a kúpos ékezetet is, előbb Jacobus Sylvius , aki a középkori kettőshangzókból származó magánhangzók írására használt ai, au stb. betűpárosok fölé helyezett egy ilyen ékezetet, mintegy összekapcsolva őket. Majd Étienne Dolet  olyan betűk helyett használta, amelyeket már nem ejtettek ki. Például, mivel uraiement-t már nem ejtették ki [vrɛ.ə.mɑ̃]-nak, hanem [vrɛ.mɑ̃]-nak, ő uraiˆment alakban írta. Ez a mai vraiment ’igazán’.

### A 17. századtól a 19.-ig
A 17. században folytatódtak az egyik oldalon a hagyományos és etimologikus helyesírás hívei, a másikon az újításpártiak közötti viták. Pierre Richelet  egyszerűsítési javaslatával a Francia Akadémia szótárának első kiadása szállt szembe. Ezentúl, mivel az Akadémia az abszolút monarchia intézménye volt, neki jutott a legfőbb szerep a francia nyelv sztenderdizálásában. Bár általában hagyománypárti volt, mérsékelten elfogadott és javasolt jobbításokat és egyszerűsítéseket a helyesírás terén. Ebben a században terjedt el általánosan a kúpos ékezet a hosszú magánhangzók visszaadásának egységes jelölésére, például âge ’életkor’ aage helyett.
A 18. században az Akadémia szótárának harmadik kiadása egy sor egyszerűsítéssel jelent meg, Pierre-Joseph Thoulier d’Olivet  abbénak köszönhetően. Többek között lemondtak egyes a kiejtésből kiveszett mássalhangzónak megfelelő betűkről, melyek közül az s az volt a leggyakoribb, de jelölték egykori jelenlétüket az előttük álló magánhangzóra tett kúpos ékezettel. Például a létigét, melyet valamikor [ɛstrə]-nek ejtettek és estre-nek írtak, azóta être-nek írják, mivel [ɛːtr]-nek ejtik. Az Akadémia szótárának negyedik kiadásával kiküszöbölték az i és a j, valamint az u és a v összemosását.
1832-ben az Akadémiát hivatalosan ruházták fel a francia nyelv sztenderdjének szavatolásával, és a helyesírás intézményes lett.
Az Akadémia szótárának hatodik kiadása az utolsó nagyobb reformot hozta magával. Többek között azóta írják ai-nak, a mais ’de’ mintájára, az addig oi-nak írt /ɛ/-t az igék -ais, -ait és -aient ragjaiban és az olyan népnevekben mint Français.
Ugyancsak a 19. században vezették be a közoktatást, amely ingyenes és kötelező lett az 1880-as években, így az írás, és vele a helyesírás a lakosság széles körében terjedt el, az Akadémia által rögzített és intézményesített alakban. Majdnem egészen így is marad a 21. század elején is.

## A mai francia helyesírás

### A kiejtés–írás megfelelés
A francia írás fejlődésének összetett volta miatt majdnem minden fonémának több írásmód felel meg, és majdnem minden betűnek vagy betűcsoportnak több fonéma.
A francia ábécé 26 diakritikus jel nélküli betűt, két ligatúrát (æ és œ), valamint 14 diakritikus jellel ellátott betűt (à, â, ç, é, è, ê, ë, î, ï, ô, ù, û, ü, ÿ) tartalmaz. Ezeket 17 mássalhangzó, 16 magánhangzó és 3 félhangzó írására használják, tehát 42 betű van 36 fonémára.
Az alábbi táblázatokban látható, az első két oszlop rendezésével, hogy mely betűk vagy betűcsoportok felelnek meg egy adott fonémának, illetve mely fonémák felelnek meg egy adott betűnek vagy betűcsoportnak, valamint a megfelelések gyakorisága.

#### Mássalhangzók
| Mássalhangzó | Írás  | Példák | Megjegyzések                                                                                              | Szavak száma |
| ------------ | ----- | --- | --- | ------------ |
| /b/          | b, bb | bon ’jó’, abbé ’abbé’ | bb kb. 60 többnyire idegen szóban                                                                         | > 1000       |
| /g/          | c     | second ’második’ | az egész szócsaládban                                                                                     | ≈ 10         |
| /s/          | c     | cerf ’szarvas’, cire ’viasz’ | A betűt e vagy i követi.                                                                                  | > 1000       |
| /s/          | ç     | ça ’ez’ | | > 100        |
| /k/          | c, cc | acte ’aktus’, accorder ’hangolni’ | | > 1000       |
| /k/          | ch    | archaïque ’archaikus’ | csak görög jövevényszavakban                                                                              | > 100        |
| /ʃ/          | ch    | chien ’kutya’ | | > 1000       |
| /k/          | cq    | acquérir ’szerezni’ | | < 100        |
| /d/          | d, dd | dos ’hát’, addition ’összeadás’ | | > 1000       |
| /v/          | f     | neuf ans ’kilenc év’, neuf heures ’kilenc óra’ | csak ezekben a szókapcsolatokban                                                                          | 1            |
| /f/          | f, ff | positif ’pozitív’, effronté ’szemtelen’ | | > 1000       |
| /ʒ/          | g     | gel ’fagy’, givre ’zúzmara’ | A betűt e vagy i követi.                                                                                  | > 1000       |
| /g/          | g, gg | gare ’pályaudvar’, aggraver ’súlyosbítani’ | | > 1000       |
| /ɲ/          | gn    | agneau ’bárány’ | A mássalhangzó kiejtése a [nj] felé tendál.                                                               | > 100        |
| /g/          | gu    | vague ’hullám’ | | > 100        |
| /ʒ/          | j     | joli ’csinos’ | | > 1000       |
| /l/          | l, ll | aile ’szárny’, aller ’menni’ | | > 1000       |
| /m/          | m, mm | amour ’szeretet’, immeuble ’épület’ | | > 1000       |
| /n/          | mn    | automne ’ősz’ | | < 10         |
| /n/          | n, nn | né ’született’, bonnet ’süveg’ | | > 1000       |
| /p/          | p, pp | reptile ’hüllő’, trappe ’süllyesztő’ | | > 1000       |
| /f/          | ph    | téléphone ’telefon’ | csak görög jövevényszavakban                                                                              | > 100        |
| /t/          | pt    | sept ’hét’ (szám) | | ≈ 10         |
| /k/          | q     | aquarium ’akvárium’, coq ’kakas’ | | ≈ 30         |
| /k/          | qu    | qualité ’minőség’ | | > 1000       |
| /ʁ/          | r, rr | père ’apa’, arrêter ’megállítani’ | | > 1000       |
| /ʁʁ/         | rr    | courra ’futni fog’ | 5 ige jövő idejű és feltételes mód jelen idejű alakjában                                                  | 60           |
| /s/          | s     | sang ’vér’, reste ’maradék’ | | > 1000       |
| /s/          | s     | resaluer ’újra köszönni’, vraisemblable ’valószínű’ | s-sel kezdődő és magánhangzóra végződő prefixummal vagy első alkotó elemmel ellátott szavakban            | > 100        |
| /z/          | s     | maison ’ház’ | két orális magánhangzó között, melyek közül az első nem prefixum vagy első szóalkotó elem utolsó hangzója | > 1000       |
| /z/          | s     | subsister ’fennmaradni’, transit ’tranzit’ | mássalhangzó vagy nazális magánhangzó és orális magánhangzó között                                        | < 50         |
| /s/          | sc    | descendre ’lemenni’ | A betűpárost e vagy i követi.                                                                             | > 1000       |
| /ʃ/          | sch   | schéma ’vázrajz’ | | ≈ 100        |
| /s/          | ss    | essor ’lendület’ | | > 1000       |
| /s/          | t     | acrobatie ’akrobatamutatvány’, partiel ’részes’, pénitentiaire ’börtönügyi’, martien ’marslakó’, patient ’türelmes’, prétentieux ’rátarti’, nation ’nemzet’ | i előtt                                                                                                   | > 1000       |
| /t/          | t, tt | triste ’szomorú’, latte ’léc’ | | > 1000       |
| /t/          | th    | théâtre ’színház’ | többnyire görög jövevényszavakban                                                                         | > 1000       |
| /v/          | v     | avion ’repülőgép’ | | > 1000       |
| /gz/         | x     | examen ’vizsga’ | | < 100        |
| /ks/         | x     | taxi ’taxi’ | | > 100        |
| /s/          | x     | soixante ’hatvan’ | | 8            |
| /z/          | x     | deuxième ’második’ | | 5            |
| /z/          | z     | zone ’övezet’ | | > 500        |

#### Magánhangzók
Az első oszlopban a nagy betűk archifonémákat adnak vissza. /E/, /Œ/ és /O/ lehetnek félig nyíltak vagy félig zártak, /A/ pedig lehet elöl képzett vagy hátul képzett. Csak kevés esetben különbözteti meg őket az írás világosan.
| Magánhangzó | Írás | Példák                                             | Megjegyzések | Szavak száma |
| ----------- | ---- | -------------------------------------------------- | --- | ------------ |
| /A/         | a    | battre ’verni’                                     | | > 1000       |
| /A/         | à    | voilà ’íme’                                        | | 5            |
| /A/         | â    | pâte ’paszta’                                      | | > 1000       |
| /A/         | e    | femme ’nő’, récemment ’nemrég’                     | 7 főnévben és 36 -emment-ra végződő határozószóban                                                                                                   | 43           |
| /A/         | ê    | poêle ’serpenyő’                                   | a példából képzett szavakban is | ≈ 15         |
| /A/         | i    | voir ’látni’                                       | csak amikor a betű az o-t követi | > 1000       |
| /A/         | î    | croître ’nőni’                                     | csak amikor a betű az o-t követi | < 20         |
| /ɑ̃/         | am   | tambour ’dob’                                      | | > 1000       |
| /ɑ̃/         | an   | an ’év’, ange ’angyal’                             | | > 1000       |
| /ɑ̃/         | aon  | paon ’páva’                                        | | 4            |
| /ɑ̃/         | em   | emporter ’magával vinni’                           | | > 1000       |
| /ɑ̃/         | en   | vente ’eladás’                                     | nem szó végén | > 1000       |
| /ɔ̃/         | om   | bombe ’bomba’                                      | | ≈ 800        |
| /ɔ̃/         | on   | bon ’jó’                                           | | > 1000       |
| /E/         | a    | essayer ’próbálni’, paye ’fizetség’                | az első példában /e/ vagy /ɛ/, a másodikban /ɛ/ | > 100        |
| /E/         | ai   | ferai ’csinálni fogok’, lait ’tej’                 | az első példában /e/, a másodikban /ɛ/ vagy /e/ | > 1000       |
| /E/         | aî   | connaît ’ismer’, maître ’gazda’                    | az első példában /e/ vagy /ɛ/, a másodikban /ɛ/ | < 100        |
| /E/         | e    | marcher ’járni’, fer ’vas’                         | az első példában /e/, a másodikban /ɛ/ | > 1000       |
| /e/         | é    | parlé ’beszélt’                                    | A szavak száma magába foglalja az /ɛ/-nek ejtett é-vel írott szavakat is.                                                                            | > 1000       |
| /e/         | ez   | nez ’orr’, riez ’(ti) nevettek’                    | az összes többes szám második személyben -ez ragú ige                                                                                                | > 1000       |
| /E/         | è    | règle ’szabály’                                    | A betű mindig /ɛ/-nek felel meg. | > 1000       |
| /E/         | ê    | étêter ’fejet levágni’, tête ’fej’                 | az első példában /ɛ/ vagy /e/, a másodikban /ɛ/ | > 1000       |
| /E/         | ë    | canoë ’kenu’, Noël ’Karácsony’                     | az első példában /e/, a másodikban /ɛ/ | 6            |
| /E/         | ei   | neiger ’havazni’, beige ’krémszínű’                | az első példában /e/ vagy /ɛ/, a másodikban /ɛ/ | > 1000       |
| /ɛ/         | é    | céderai ’engedni fogok’, aimé-je ? ’szeretek-e?’   | az igető végső mássalhangzója előtti é-vel rendelkező igékben és az egyes szám első személyben -e-re végződő igék fordított szórendű kérdő alakjában |              |
| /ə/         | ai   | faisons ’csinálunk’                                | | 13           |
| /ə/         | e    | devant ’előtt(e)’                                  | | > 1000       |
| /ə/         | on   | monsieur ’úr’                                      | csak ebben a szóban | 1            |
| /ɛ̃/         | aim  | faim ’éhség’                                       | | 10           |
| /ɛ̃/         | ain  | pain ’kenyér’                                      | | > 1000       |
| /ɛ̃/         | ein  | frein ’fék’                                        | |              |
| /ɛ̃/         | en   | bien ’jól’                                         | szó végén | > 1000       |
| /ɛ̃/         | im   | important ’fontos’                                 | | > 1000       |
| /ɛ̃/         | in   | intéressant ’érdekes’                              | | > 1000       |
| /ɛ̃/         | ym   | sympathique ’rokonszenves’                         | A szavak száma magába foglalja az yn-nel írottakat is.                                                                                               | > 1000       |
| /ɛ̃/         | yn   | synthèse ’szintézis’                               | |              |
| /i/         | i    | joli ’csinos’                                      | | > 1000       |
| /i/         | î    | île ’sziget’                                       | | ≈ 15         |
| /i/         | ï    | maïs ’kukorica’, Moïse ’Mózes’                     | | > 100        |
| /i/         | y    | synonyme ’szinonima’                               | | > 1000       |
| /O/         | au   | faux ’hamis’, restaurer ’restaurálni’              | az első példában /o/, a másodikban /o/ vagy /ɔ/ | > 1000       |
| /O/         | eau  | beau ’szép’                                        | A betűcsoport mindig /o/-nak felel meg. | ≈ 500        |
| /O/         | o    | organe ’szerv’                                     | | > 1000       |
| /O/         | ô    | pôle ’pólus’                                       | | > 100        |
| /O/         | oo   | alcool ’alkohol’                                   | Az o-val kezdődő és ugyanakkor a co- prefixummal ellátott szavakban, valamint a zoo szóból képzettekben a két o kiejtése [o.o].                      | > 100        |
| /Œ/         | eu   | courageux ’bátor’, malheur ’boldogtalanság’        | az első példában /ø/, a másodikban /œ/ | > 1000       |
| /Œ/         | eû   | jeûne ’böjt’, jeûner ’böjtölni’, jeûneur ’böjtölő’ | csak ezekben a szavakban, /ø/ kiejtéssel | 3            |
| /Œ/         | œ    | œil ’szem’                                         | csak ebben a szóban, /œ/ kiejtéssel | 1            |
| /Œ/         | œu   | nœud ’csomó’, cœur ’szív’                          | az első példában /ø/, a másodikban /œ/ | ≈ 60         |
| /œ̃/         | eun  | à jeun ’étlenül’                                   | A betűcsoport /ɛ̃/ visszaadására tendál. | 1            |
| /œ̃/         | um   | parfum ’parfüm’                                    | A betűcsoport az /ɛ̃/ visszaadására tendál. | 1            |
| /œ̃/         | un   | brun ’barna’                                       | A betűcsoport az /ɛ̃/ visszaadására tendál. | < 100        |
| /u/         | aou  | saoul ’részeg’, saouler ’berúgni’                  | csak ezekben a szavakban | 2            |
| /u/         | aoû  | août ’augusztus’                                   | csak ebben a szóban | 1            |
| /u/         | ou   | loup ’farkas’                                      | | > 1000       |
| /y/         | u    | utile ’hasznos’                                    | | > 1000       |
| /y/         | û    | mûr ’érett’                                        | | < 100        |

#### Félhangzók
| Félhangzó | Írás | Példák                                                        | Megjegyzések                              | Szavak száma |
| --------- | ---- | ------------------------------------------------------------- | ----------------------------------------- | ------------ |
| /j/       | i    | bière ’sör’                                                   | mássalhangzó előtt ugyanabban a szótagban | > 1000       |
| /j/       | il   | travail ’munka’                                               |                                           | ≈ 40         |
| /j/       | ll   | réveiller ’ébreszteni’                                        |                                           | > 1000       |
| /j/       | illi | groseillier ’ribiszkebokor’                                   |                                           | 1            |
| /j/       | lli  | vanillier ’vanília növény’                                    |                                           | < 10         |
| /w/       | o    | voir ’látni’, croître ’nőni’, moelle ’velő’, poêle ’serpenyő’ | csak i, î, e vagy ê előtt                 | > 1000       |
| /w/       | ou   | oui ’igen’                                                    |                                           | ≈ 300        |
| /w/       | u    | aquarium ’akvárium’                                           |                                           | ≈ 30         |
| /ɥ/       | u    | aiguille ’tű’                                                 |                                           | ≈ 90         |
| /j/       | y    | yeux ’szemek’                                                 |                                           | ≈ 100        |

#### Egyes betűcsoportok kiejtésének a sajátosságai
Egyes betűcsoportoknak az a sajátossága, hogy egyféleképpen olvassák bizonyos szavakban, és másféleképpen más szavakban, vagy egyáltalán nem ejtik ki megint más szavakban, anélkül, hogy erre pontos szabályok léteznének minden esetben.
| Írás    | Kiejtés        | Példák | Megjegyzések                                                                                                | Szavak száma |
| ------- | -------------- | --- | --- | ------------ |
| ay      | [ej] vagy [ɛj] | balayer ’seperni’, paye ’fizetség’ | | > 100        |
| ay      | [aj]           | mayonnaise ’majonéz’ | | ≈ 25         |
| cc      | [k]            | accorder ’hangolni’ | a, o és u előtt                                                                                             | > 100        |
| cc      | [ks]           | accepter ’elfogadni’, vaccin ’oltás’ | e és i előtt                                                                                                | ≈ 150        |
| ct      | [kt]           | octobre ’október’, distincte ’megkülönböztethető’ (nőnem)                                                                                   | szó belsejében                                                                                              | > 100        |
| ct      | [kt]           | contact ’kontaktus’ | szó végén                                                                                                   | ≈ 20         |
| ct      | –              | aspect ’arculat’, distinct ’megkülönböztethető’ (hímnem), succinct ’rövidre fogott’ (hímnem)                                                | szó végén                                                                                                   | < 10         |
| ct      | [t]            | succincte ’rövidre fogott’ (nőnem) | szó belsejében                                                                                              | 1            |
| -ent    | [ɑ̃]            | accent ’hangsúly’, rapidement ’gyorsan’ | az -ent végződésű főnevekben és határozószókban                                                             | > 1000       |
| -ent    | –              | chantent, ’énekelnek’ | az -ent többes szám harmadik személyű igealakok ragja                                                       | > 1000       |
| -er     | [e]            | pompier, ’tűzoltó’ entier ’egész’, marcher ’járni’                                                                                          | főnevekben, hímnemű melléknevekben, az -er képzős főnévi igenevekben                                        | > 1000       |
| -er     | [ɛʁ]           | fer ’vas’, cher ’drága’, hier ’tegnap’ | egyes főnevekben, melléknevekben és határozószókban                                                         | > 100        |
| gg      | [g]            | aggraver ’súlyosbítani’ | a után | ≈ 10         |
| gg      | [gʒ]           | suggérer ’sugallni’ | és a példa szócsaládjában                                                                                   | < 10         |
| gui     | [gi]           | guider ’irányítani’ | | > 100        |
| gui     | [gɥi]          | aiguille ’tű’, linguiste ’nyelvész’ | 4 szóban és ezek szócsaládjában                                                                             | ≈ 40         |
| ille    | [ij]           | fille ’lány’ | | > 100        |
| ille    | [il]           | mille, ’ezer’, ville ’város’, distiller ’desztillálni’                                                                                      | | ≈ 20         |
| -illier | [ilje]         | bougainvillier ’bougainvillea’, millier ’kb. ezer’                                                                                          | | 2            |
| -illier | [je]           | groseillier ’ribiszkebokor’ | | 1            |
| -illier | [ije]          | vanillier ’vanília növény’ | | < 10         |
| imm     | [im]           | immoral ’erkölcstelen’ | | ≈ 25         |
| imm     | [ɛ̃m]           | immangeable ’ehetetlen’ | | > 20         |
| mn      | [mn]           | calomnier ’rágalmazni’, gymnase ’tornaterem’                                                                                                | | > 100        |
| mn      | [n]            | automne ’ősz’, damner ’átkozni’ | és a damner szócsaládjában                                                                                  | < 10         |
| oy      | [waj]          | royal ’királyi’, voyage ’utazás’ | | > 100        |
| oy      | [oj]           | coyote ’prérifarkas’ | csak idegen szavakban                                                                                       | < 10         |
| pt      | [pt]           | reptile ’hüllő’, septembre ’szeptember’ | szó belsejében                                                                                              | > 100        |
| pt      | [pt]           | abrupt ’meredek’, concept ’fogalom’ | szó végén                                                                                                   | < 10         |
| pt      | –              | exempt ’mentesített’ (hímnem), prompt ’gyors’ (hímnem)                                                                                      | szó végén                                                                                                   | 2            |
| pt      | [t]            | sept ’hét’ (szám), baptiser ’keresztelni’, sculpteur ’szobrász’, exempte ’mentesített’ (nőnem), prompte ’gyors’ (nőnem), compter ’számolni’ | | ≈ 15         |
| qua     | [ka]           | qualité ’minőség’ | | > 1000       |
| qua     | [kwa]          | aquarium ’akvárium’ | | ≈ 30         |
| qui     | [ki]           | quitter ’elhagyni’ , équilibre ’egyensúly’                                                                                                  | | > 500        |
| qui     | [kɥi]          | aquifère ’víztartó’, équilatéral ’egyenlő oldalú’                                                                                           | | ≈ 20         |
| tia     | [sja]          | impartial ’pártatlan’ | | > 200        |
| tia     | [tja]          | bestial ’bestiális’ | | < 20         |
| tie     | [ti]           | partie ’rész’ | szó végén                                                                                                   | > 100        |
| tie     | [si]           | acrobatie ’akrobatamutatvány’, balbutiement ’hebegés’                                                                                       | | ≈ 40         |
| tie     | [sje]          | balbutier ’hebegni’ | | < 10         |
| tie     | [sjɛ]          | partiel ’részleges’ | l előtt | > 100        |
| -tiaire | [sjɛʁ]         | pénitentiaire ’börtönügyi’ | | > 100        |
| -tiaire | [tjɛʁ]         | vestiaire ’ruhatár’ | | 3            |
| -tien   | [tjɛ̃]          | soutien ’támasz’ | | ≈ 25         |
| -tien   | [sjɛ̃]          | martien ’marslakó’ | | ≈ 25         |
| -tient  | [tjɛ̃]          | tient ’tart’ | a tenir ige és a szócsaládjához tartozó igék kijelentő mód jelen idő egyes szám harmadik személyű alakjában | ≈ 20         |
| -tient  | [sjɑ̃]          | quotient ’hányados’ , patient ’türelmes’, impatient ’türelmetlen’                                                                           | | 3            |
| tion    | [tjɔ̃]          | (nous) partions ’indultunk’ | a t-re végződő tövű igék folyamatos múlt többes szám első személyű alakjában                                | > 1000       |
| tion    | [sjɔ̃]          | nation ’nemzet’ | | > 1000       |
| um      | [ɛ̃] vagy [œ̃]   | humble ’alázatos’, humblement ’alázatosan’, parfum ’parfüm’                                                                                 | | 3            |
| um      | [ɔm]           | album ’album’, sternum ’mellcsont’, uranium ’urán’                                                                                          | | ≈ 500        |

#### Hangzó megfelelő nélküli betűk

##### Az ékezet nélküli e betű
Ez a betű megfelelhet az /ə/ magánhangzónak vagy egyetlen hangzónak sem akkor, amikor szótag végén van. Lásd erről Az /ə/ magánhangzó.

##### A h betű
Ez a betű sosem felel meg hangzónak. Jelenléte többnyire etimologikus, és szó elején két változata van. Az egyik, amelyet hagyományosan ’néma h’-nak neveznek, azt teszi, hogy a szó úgy viselkedik, mintha magánhangzóval kezdődne, azaz megengedi a hangkivetést és a hangkötést az őt megelőző szóval: l’homme [lɔm] ’a férfi’, les hommes [le'z‿ɔm] ’a férfiak’. A második, h aspiré ’hehezetes h’-nak nevezett változatával, a szó úgy viselkedik, mintha mássalhangzóval kezdődne, tehát nem engedi meg a hangkivetést és a hangkötést: la hache [la.aʃ] ’a balta’, les haches [le.aʃ] ’a balták’. Általában a néma h latin vagy ógörög eredetű szavakban található, a h aspiré pedig germán vagy más eredetű szavakban, de gyakorlatilag nem lehet őket megkülönböztetni.

##### Kettős mássalhangzó-betűk
A kettős mássalhangzó-betűket általában röviden ejtik. Csak az rr-t ejtik hosszan, fentebb, a Mássalhangzók szakaszban említett esetekben.Vannak olyan szavak is, amelyekben röviden is, hosszan is lehet kettős mássalhangzó-betűt kiejteni: dd (adduction ’vízellátás’), ll (illisible ’olvashatatlan’), mm (grammaire ’grammatika’) és nn (inné ’veleszületett’).

##### Szóvégi mássalhangzó-betűk
| Betű | Kiejtés | Példák                                                       | Megjegyzések | Szavak száma |
| ---- | ------- | ------------------------------------------------------------ | --- | ------------ |
| c    | /k/     | lac ’tó’, sec ’száraz’                                       | | > 100        |
| c    | –       | tabac ’dohány’, blanc ’fehér’                                | | ≈ 25         |
| d    | –       | nid ’fészek’, blond ’szőke’                                  | | > 1000       |
| d    | /d/     | sud ’dél’                                                    | többnyire idegen szavakban | 25           |
| f    | /f/     | positif ’pozitív’, relief ’domborzat’                        | | > 1000       |
| f    | –       | clef (írása lehet clé is) ’kulcs’, nerf ’ideg’               | | < 10         |
| g    | –       | long ’hosszú’, sang ’vér’                                    | | < 10         |
| g    | /g/     | gag ’geg’                                                    | csak idegen szavakban | > 100        |
| l    | /l/     | fil ’cérna’, seul ’egyedül’                                  | | > 1000       |
| l    | –       | fusil ’puska’, saoul ’részeg’                                | | ≈ 10         |
| m    | –       | faim ’éhség’, nom ’név’, parfum ’parfüm’                     | Az előző magánhangzó nazális jellegét jelzi.                                                                                                 | 10           |
| m    | /m/     | album, uranium                                               | többnyire idegen szavakban | > 500        |
| n    | –       | plan ’terv’, bien ’jól’, fin ’finom’, bon ’jó’, brun ’barna’ | Az előző magánhangzó nazális jellegét jelzi.                                                                                                 | > 1000       |
| n    | /n/     | abdomen ’has’, spécimen ’bemutató példány’                   | többnyire idegen szavakban | < 100        |
| p    | /p/     | cep ’szőlőtőke’                                              | többnyire idegen szavakban | > 100        |
| p    | –       | champ ’mező’, loup ’farkas’                                  | | < 20         |
| q    | /k/     | coq ’kakas’, cinq ’öt’                                       | | 2            |
| q    | –       | cinq cents ’ötszáz’                                          | ha a szó mássalhangzóval kezdődő szó jelzője                                                                                                 | 1            |
| r    | /ʁ/     | fer ’vas’, cher ’drága’, finir ’befejezni’                   | az összes -ir-re végződő főnévi igenévben | > 1000       |
| r    | –       | berger ’juhász’, premier ’első’, aller ’menni’               | az összes -er-re végződő főnévi igenévben | > 1000       |
| s    | –       | tas ’rakás(ok)’, clos ’zárt(ak)’ (hímnem)                    | az összes -s-re végződő többes számú alakban és azon szavakban, amelyek egyes számban is -s-re végződnek (≈ 25)                              | > 1000       |
| s    | /s/     | autobus, bonus, virus                                        | csak idegen szavakban | < 200        |
| t    | –       | combat ’harc’, sujet ’alany’, voit ’lát’                     | az összes -t-re végződő igealakban | > 1000       |
| t    | /t/     | dot ’hozomány’, but ’cél’                                    | Egyesekben, mint dot, kötelező kiejteni, másokban, mint but, nem kötelező.                                                                   | ≈ 20         |
| x    | –       | tableaux ’képek’, généraux ’általánosak’, tu veux ’akarsz’   | a többes szám jele egyes főnevek és melléknevek esetében, valamint egyes igék kijelentő mód jelen idő egyes szám 1. és 2. személyű alakjában | > 1000       |
| x    | /s/     | six ’hat’, dix ’tíz’                                         | csak amikor nem jelzők | 2            |
| z    | –       | nez ’orr’, venez ’jöttök’                                    | az igék többes szám 2. személyű -ez ragjában                                                                                                 | > 1000       |
| z    | /z/     | gaz ’gáz’                                                    | csak ebben a szóban | 1            |

Az általában nem kiejtett szóvégi mássalhangzó-betűkről megjegyzendő, hogy mégis kiejtik őket, amikor a következő szóhoz kötődnek, ha ez utóbbi magánhangzóval vagy néma h-val kezdődik. Lásd erről Hangkötés (liaison).

##### Szóvégi betűcsoportok
Kettős mássalhangzó-betűcsoportok:
| Betűcsoport | Kiejtés | Példák                                                 | Megjegyzések                                     | Szavak száma |
| ----------- | ------- | ------------------------------------------------------ | ------------------------------------------------ | ------------ |
| ct          | [kt]    | correct ’helyes’, exact ’pontos’                       |                                                  | ≈ 20         |
| ct          | –       | aspect ’arculat’, instinct ’ösztön’                    |                                                  | < 10         |
| ds          | –       | fonds ’pénzalap’, poids ’súly’                         |                                                  | 20           |
| gt          | –       | doigt ’ujj’, vingt ’húsz’                              | csak ezekben a szavakban                         | 2            |
| ps          | –       | corps ’test’, temps ’idő’, longtemps ’sokáig’          | a corps-ral és a temps-al összetett szavakban is | < 20         |
| pt          | [pt]    | abrupt ’meredek’, concept ’fogalom’                    |                                                  | < 10         |
| pt          | –       | exempt ’mentesített’ (hímnem), prompt ’gyors’ (hímnem) |                                                  | 2            |

Hármas betűcsoportok:
- Azokat a betűcsoportokat, amelyeket nem ejtik ki a névszók egyes számú alakjában, nem ejtik ki többes számban sem, amiből három nem kiejtett mássalhangzó-betű adódik: cts, gts és pts.
- Nem ejtik ki az igék többes szám harmadik személy -ent ragját: ils/elles parlent [parl] ’beszélnek’.

### Diakritikus jelek
A magánhangzó-betűk fölött több jel található.
- Az éles ékezet (´) csak az e-n (é), szótag végén lehet, és általában a betű [e] kiejtését jelzi: préférer ’jobban szeretni’.
- A tompa ékezetet (`) három magánhangzó-betűn használják:

– az e-n (è) szótag végén, ahol mindig az /ɛ/ magánhangzót adja vissza: il/elle préfère ’jobban szeret’;
– az e-n, viszonylag kevés olyan szóban, amely -ès-re végződik: procès ’per’, très ’nagyon’;
– az a-n és az u-n, homofón homonimákat megkülönböztetendő: à ’-nál/-nél’ vs. a ’van neki’, où ’hol’ vs. ou ’vagy’.
- A kúpos ékezet (^) az y-n kívül minden magánhangzó-betűn megtalálható, és több funkciója lehet:

– A legtöbbször azt jelzi, hogy az adott magánhangzó után kiesett egy vagy több hangzó, azzal a következménnyel, hogy a magánhangzó meghosszabbodott. A leggyakoribb a kúpos ékezet az s helyett: latin TESTA > ó- és középfrancia teste > modern francia tête ’fej’, latin CANTASTIS > chantastes > chantâtes ’énekeltetek’ (egyszerű múlt idő). A csak ennek a jelenségnek köszönhető magánhangzó-hosszabbodás gyakorlatilag kiveszett a mai kiejtésből, de az ékezet megmaradt.
– Mivel a hosszú magánhangzó fogalma a kúpos ékezettel társult, ezt más esetekben is felhasználták hosszú magánhangzó jelölésére: théâtre ’színház’, grâce ’kecsesség’.
– Olykor a kúpos ékezet homofón homonimák megkülönböztetésére is szolgál: mûr ’érett’ vs. mur ’fal’, crû ’nőtt’ vs. cru ’hitt’.
- A trémával (¨) azt jelzik, hogy az adott magánhangzó-betűt alapértékének megfelelően kell kiejteni. Akkor teszik például az i-re, amikor az a vagy az o után áll, de a betűpárosokat [a.i]-nak, illetve [o.i]-nak kell ejteni: naïf ’naiv’ Moïse ’Mózes’. Használják még a gu-t követő magánhangzó betűn, azt jelezve, hogy az u-t ki kell ejteni: aiguë [egy] ’hegyes’, ambiguïté [ɑ̃bigɥite] ’kétértelműség’.

Az egyetlen alulírott diakritikus jel a cédille (¸). Csak a c alatt használják (ç), azt jelezve, hogy ezt /s/-nek kell kiejteni, főleg azokban az igékben, amelyek egyes alakjaiban c + e vagy i van, más alakjaiban pedig ezek más magánhangzóra váltanak: commencer ’kezdeni’ – commençons ’kezdünk’. Jelen van még olyan képzett szóban, amely alapszavában c + e/i, de a képzettben ezek helyett más magánhangzó van: France > français. Megtalálható még a ça ’ez’ mutató névmásban, amely a választékos nyelvi regiszterhez tartozó cela névmás szokásos, hétköznapi változata.

### Írásjelek
A francia nyelv írásában használt írásjelek nem különböznek lényegesen a magyar nyelv írásához használtaktól. Csupán az aposztróf (’), amely hangkivetést jelez, sokkal gyakoribb, mint a magyarban (lásd Hangkivetés).
Van mégis néhány apró különbség az írásjelek használatát ílletően a francia és a magyar között. Az elsődleges idézőjelek a franciában « … ». A kezdő idézőjel és az utána következő szó között, valamint a berekesztő és az előtte álló között szóköz van. Másodlagos idézőjelekként a macskakörmöket, mindkettőt fent, szóköz nélkül (”…”) használják. Másik különbség az, hogy az előttük álló szó és a kettőspont, a pontosvessző, a kérdőjel valamint a felkiáltójel között is szóköz van.
A számokban a vesszőt használják a tizedestörtek előtt, és a szóközt az ezrescsoportok elválasztására.
Megjegyzendő, hogy más frankofón országokban lehet valamivel különböző az írásjelek használata. Például Svájcban az ezrescsoportok elválasztása aposztróffal történik.

### A francia helyesírás jellegzetességei
Pierre Burney nyelvész szerint a francia helyesírásnak „intellektuális” arculata van. Elsősorban etimologikus azzal, hogy megtartja a szavak latin vagy görög eredetének nyomait, másodsorban nyelvtani azzal, hogy az egyezéseket tükrözi, végül ideografikus, ami valamelyes esztétikus jelleget ad neki a fölösleges betűk révén, amelyek egyfajta különös ismertetőjelek vagy díszek. Egy másik francia nyelvész, René Thimonnier, úgy véli, hogy ideografikus jellegével a francia helyesírás megkönnyíti az olvasást az írás rovására.
Következetlenségei ellenére megállapították, hogy a francia helyesírás mégis egy koherens rendszer, amelyet elsőnek írt le ilyennek V. G. Gak  orosz nyelvész, majd több francia nyelvész. Claire Blanche-Benveniste  és André Chervel  szerint a francia írás az alábbi három szerepet tölti be.

#### Fonografikus szerep
Ez a szerep a kiejtés jelzésében nyilvánul meg (lexikális helyesírás), és főleg öt típusú betű–kiejtés/nemkiejtés megfelelésen alapszik, azaz a betűknek ötféle értékük lehet. Az első két típus a betű kiejtésével jár, a harmadik és a negyedik pedig a néma jellegével:
1. alapérték, például g – /g/, u – /y/;
2. helyzeti (másodlagos) érték, például g e vagy i előtt – /ʒ/;
3. segédérték, például u a bague ’gyűrű’ szóban (jelzi, hogy a g nem /ʒ/-nek ejtendő, hanem /g/-nek);
4. nulla érték, például h a théorie ’elmélet’ szóban;
5. kettős vagy hármas betűkapcsolatban való részvétel, például c + h → ch – /ʃ/.

Ezen megfeleléseken kívül vannak alkódok is, azaz a megfelelések általános kódjaitól való különböző működések. Ilyen például ti [si] vagy [sj] kiejtése olyan szavakban mint acrobatie ’akrobatamutatvány’ vagy nation ’nemzet’, a [ti] illetve [tj] kiejtéshez képest olyan szavakban mint partie ’rész’ vagy partions ’indultunk’.

#### Grammatikai szerep
Ez a szerep a grammatikai helyesírásban nyilvánul meg, amely a szám, a nem és a személy kifejezését érinti akkor is, ha ez csak az írásban történik. Példák erre a nőnem szóvégi e jele (ami ’barát’ – amie ’barátnő’), a többes szám szóvégi s jele (ami ’barát’ – amis ’barátok’ – amies ’barátnők’), és az igék többes szám harmadik személy -ent ragja: il/elle chante ’énekel’ – ils/elles chantent ’énekelnek’. Ugyancsak idetartozik a számban, nemben és személyben való egyeztetés mondatrészek között és különböző mondatokban használt szavak között. Egy olyan mondatból mint Quelles collègues avez-vous rencontrées ? ’Mely kolléganőkkel találkoztatok?’ csak az írásból tűnik ki, hogy nem egy, hanem több kollégáról van szó, és hogy azok nők és nem férfiak, annak köszönhetően, hogy a collègues szó hordozza a többes szám jelét, a quelles és a rencontrées szavak pedig a nőnem jelét és a többes számét, egyezés lévén közöttük.

#### Ideografikus szerep
A szó kinézete, amit az írására használt betűk biztosítanak, láthatóvá teszi azt, hogy egy bizonyos szócsaládba tartozik. Ezért is tartották meg a szóvégi nem kiejtett mássalhangzó-betűket. Például a faim ’éhség’ szó m-je jelen van a famine ’éhinség’, famélique ’kiéhezett’ és affamé ’éhes’ szavakban is. Ugyanakkor a szó kinézete lehetővé teszi homofón szavak megkülönböztetését, például a faim, fin ’finom’ és feint ’színlelt’ szavakét.

## Reformkísérletek
Az Akadémia szótárának az 1835-ös kiadása után sem szüneteltek az írás egyszerűsítését, fonemikusabbá tételét célzó reformjavaslatok, de ekkor a helyesírás már jól megállapodott, az iskolázottak egyre nagyobb tömegében is.
Sok reformjavaslat jelent meg, olykor egyéni kezdeményezések, máskor szervezett mozgalmak részéről. Hivatalos bizottságokat is alkottak, amelyek a kormány által is támogatott reformokat dolgoztak ki. Sok vita zajlott reformpárti és hagyománypárti nyelvészek, pedagógusok és írók között. Az Akadémia tartózkodó volt a reformokkal szemben, de a beszélők többsége is. Csupán 1901-ben jelent meg egy kormányhatározat bizonyos helyesírási szabályokra vonatkozó, az Akadémia által is elfogadott engedményekkel. Az összes ezutáni reformjavaslat kudarccal járt.
1989-ben maga a miniszterelnök kezdeményezett reformot. Hivatalos szerveket hoztak létre, amelyek tanulmányozták a kérdést és javaslatokat tettek. 1990-ben ezeket megbeszélték az Akadémiával, amely elfogadta, akárcsak a francia nyelvvel foglalkozó québec-i és belgiumi hivatalos szervek. Végül a változtatásokra tett javaslatokat közzé tették a francia hivatalos közlönyben, a Journal officiel-ben. Ezeket már eleve nem kötelezőkként, hanem ajánlásokként prezentálták.
A javítások abból az elvből indulnak ki, hogy a francia helyesírás koherens rendszer, és a javasolt változtatások ennek következetlenségeire korlátozódnak. Röviden a következőket irányozzák elő:
- Az addig kötőjellel írt összetett szavakat kötőjel nélkül írják, ha már van olyan szó ugyanazzal az előtaggal, amelyet már kötőjel nélkül írnak. Például a porte-monnaie ’aprópénz-tárca’ szót írják egybe (portemonnaie), mint a már így írt portefeuille ’pénztárca, portfólió’ szót.
- Az összes több számjegyből álló szám nevét írják kötőjellel a szavak között, tehát nem cent deux ’százkettő’, hanem cent-deux, nem trente et un ’harmincegy’, hanem trente-et-un, mint trente-deux ’harminckettő’.
- Az igéből és főnévből összetett, kötőjellel írt szavak többes számú alakját írják a többes szám jelével, mint a többi összetett szót (például a des perce-neige ’hóvirágok’ szót írják des perce-neiges alakban), és mindegyikük egyes számú alakját írják a többes szám jele nélkül (például az un sèche-cheveux ’hajszárító’ szót írják un sèche-cheveu alakban).
- Mondjanak le a kúpos ékezetről az i-n és az u-n, amikor nem különböztet meg homofón szavakat, például connaît ’ismer’ helyett legyen connait, mint fait ’csinál’, és assidûment ’szorgalmasan’ helyett assidument, mint absolument ’abszolút módon’. Az egyszerű múlt idő többes szám 1. és 2. személyű alakjaiban maradjon mégis meg (nous écrivîmes ’írtunk’, vous crûtes ’hittetek’), mert más igékben az a-n van a kúpos ékezet ezen alakokban (nous parlâmes ’beszéltünk’).
- Ne írjanak é-t (éles ékezettel), ahol /ɛ/-t ejtenek, hanem ehelyett írjanak è-t (tompa ékezettel), amely eleve az /ɛ/-t adja vissza, például azon igék esetén, amelyek ragozásában /e/ – /ɛ/ váltakozás van. Következésképpen egy olyan ige mint céder ’átengedni’ ne legyen egyszerű jövő időben je céderai, hanem je cèderai. Ugyanúgy írjanak è-t az egyes szám első személyben -e-re végződő igék fordított szórendű kérdő alakjában, például ne legyen aimé-je ? ’szeretek-e?’, hanem aimè-je ?.
- Ha idegen szóban szótag végén /e/-t ejtenek, azt írják é-nek, a francia szavak mintájára, tehát ne legyen revolver, hanem révolver.
- Az idegen szavak többes számú alakját írják a francia szavak mintájára, tehát sandwiches helyett legyen sandwichs.
- A tréma mindig azon a magánhangzó-betűn legyen, amely státuszát megváltoztatja, például az aiguë ’hegyes’ (nőnem) szót írják aigüe-nek, azok mintájára, amelyekben a tréma azt jelzi, hogy a magánhangzó-betű nem tartozik sajátságosan kiejtendő magánhangzó-betűkapcsolathoz, mint a Noël ’Karácsony’ szóban.
- Mondjanak le a mássalhangzó-betű megkettőzéséről ott, ahol /ɛ/-nek ejtett e előzi meg azon igékben, amelyek ragozásában az /ɛ/ /ə/-vel vagy nulla kiejtéssel váltakozik, és írják az /ɛ/-t è-nek. Példa: az étiqueter ’címkézni’ ige a ’címkézek’-nek megfelelő alakját ne írják j’étiquette-nek, hanem j’étiquète-nek, egységes módon az acheter ’vásárolni’ > j’achète mintájára.
- A laisser ’hagyni’ ige múlt idejű melléknévi igenevét ne egyeztessék nemben és számban, amikor főnévi igenév követi, analógiaszerűen a faire ’csinálni’ igével ugyanabban a helyzetben, tehát ne írják Je les ai laissés/laissées partir ’Hagytam őket elemenni’, hanem Je les ai laissé partir, mint Je les ai fait partir ’Eltávolítottam őket’.
- Küszöböljenek ki egyes anomáliákat, főleg olyan képzett szavakban, amelyekben nem követik az alapszó írásmódját, ahogy az általában szabály a francia helyesírásban. Példa: ne legyen az írás bonhomie ’jóság, jámborság’, hanem bonhommie, mert alapszava bonhomme (eredeti jelentése ’jó ember’).

Az 1990-es javítások élénk ellenreakciót váltottak ki Franciaországban, és az Akadémia visszavonta támogatását, azt állítva, hogy megvárja, milyen mértékben fognak érvényesülni a közhasználatban, és hogy eszerint fogja beleiktatni a szótára új kiadásába. A javítások ajánlási szinten maradnak, a hivatalos dokumentumokban és a diákok dolgozataiban elfogadják a régi és az ajánlott helyesírást is. Egyes frankofón országokban, mint Québec, Belgium és Svájc, a javításoknak kedvezőbb fogadtatásuk van, de itt sem kötelezőek. A számítógépes szövegszerkesztők helyesírás-javítói figyelembe veszik őket, helyesnek fogadva el úgy a régi, mint az ajánlott írásmódokat.
A konszenzus hiánya és következésképpen a helyesírás megújításának kudarca a hagyománypártiak és a reformpártiak nagy mértékben különböző alapfelfogásának tudható be. A hagyománypártiak a helyesírásban elsősorban a történelem szellemi örökségét látják, amelyhez hazafias érzelemből ragaszkodnak. A reform egyik ellenzője, Philippe de Saint Robert  író, nyelvészeti szempontból bírálja pontról pontra az 1990-es javításokat, és azzal fejezi be, hogy „a francia nyelv mai helyesírása a történelemben mélyen gyökerező egyszerre fonetikus és ideografikus írási konvencióból ered”, hogy „a helyesírás stabilitása a francia nyelv egységének a záloga”, és hogy „a helyesírás megújítása főleg azt eredményezné, hogy a világszerte francia nyelvet beszélők millióinak a szokásai feleslegesen meg lennének zavarva”.
A változtatások hívei a helyesírás megtanulásának nehézségéből indulnak ki, és abból az elvből, hogy a helyesírás olyan technika, amelynek meg kell felelnie a társadalom szükségleteinek, ezért észszerűvé és egyszerűvé tételével meg kell könnyíteni az elsajátítását. 2008-ban Pascale Krémer  újságíró megállapítja egy André Chervel nyelvésszel és pedagógussal készített interjúja bevezetőjében, hogy az azelőtti 20 év alatt a helyesírás elsajátításának szintje annyira leromlott, hogy „a hiányos helyesírás a munkába való alkalmazás akadályává, a karrierben való előmenetel fékezőjévé vált”. Ezért André Chervel az 1990-esnél radikálisabb reform mellett érvel azzal, hogy ez lenne valójában a hagyomány folytatása, az 1835-ig folyamatos, de azután megtorpant újítások hagyományáé. Az újítás azért szükséges szerinte, mert „nem lehet elfogadni a helyesírás terén keletkező társadalmi szakadékot, és egyre nagyobb számú fiatal franciát kisebbségi vagy kudarcos helyzetben hagyni a nemzeti nyelv írásával szemben”.
A közvélemény inkább a hagyomány felé hajlik. 1989-ben a Lire folyóirat felmérést készített a kérdésről. A 900 megkérdezett 70%-a nehéznek ítélte meg a francia helyesírást, de 86%-a művészetet látott benne, és 78%-a „a francia nyelv egyik varázsát”. Konkrét írásmódokkal kapcsolatban a többség általában a változtatások ellen volt.
A helyesírás körüli viták folytatódnak, nagy mértékben az Interneten is. Olyan hagyománypárti egyesületekkel, mint például az „Association pour la sauvegarde et l’expansion de la langue française” (Egyesülés a francia nyelv megőrzéséért és terjedéséért), a „Réseau pour la nouvelle orthographe du français”-ban (Hálózat az új francia helyesírásért) csoportosuló, az 1990-es javítások elterjedéséért küzdő egyesületek, de nagyon radikális projektek is szembesülnek, mint az „Ortograf” vagy az „Ortofasil”.